# 威廉·瑞德
威廉·瑞德（英語：William N. Reed，1917年1月8日—1944年12月19日），美國志願援華航空隊成員。

## 生平
1939年畢業於洛拉斯學院，1940年2月入美國陸軍航空兵團受訓，同年10月銓敘少尉。1941年加入飛虎隊第三中隊，1942年因作戰有功獲頒五、六等雲麾勳章，同年保護緬甸有功獲得傑出飛行十字勳章(DFC)。1943年進升中校，1944年12月19日返回重慶白市驛機場時因燃料耗盡，跳傘時頭部撞擊飛機身亡。2014年9月14日民政部公佈的第一批著名抗日英烈。